# 本·优素福·本·赫达
本·优素福·本·赫达（1920年2月23日－2003年2月4日）是阿爾及利亞政治家，他曾經領導民族解放陣線為首的阿爾及利亞共和國臨時政府，並且在1954年至1962年的阿爾及利亞戰爭中擔任重要領導人物。在戰爭結束後他一度成為阿爾及利亞法律上的領導者，但很快就被保守陣營人士所取代。

## 外部連結
- （法文） Algerian literature website, an interview with Benkhedda
- （法文） "The Declaration of Benkhedda" at the time of the 1962 crisis
- （法文） Website of the Benkhedda Foundation （页面存档备份，存于）